# ستيفن باتريك
ستيفن باتريك (بالإنجليزية: Stephen Patrick)‏ (و. 1932 – 2014 م) هو سياسي، من كندا، توفي عن عمر يناهز 82 عاماً.